# 주오구 (하마마쓰시)
주오구(일본어: 中央区)는 일본 시즈오카현 하마마쓰시의 행정구이다. 2024년 1월 1일에 하마마쓰시의 행정구 재편에 따라 하마나구와 함께 설치되었다.

## 역사
- 2024년 1월 1일 - 하마마쓰시의 행정구 재편으로 히가시구, 미나미구, 나카구가 합구해 주오구가 신설되었다.

## 행정
새로운 구청의 업무는 2024년 1월 4일부터 시작되었다.

## 교통

### 철도
- 도카이 여객철도(JR 도카이)
  - 도카이도 신칸센
  - 도카이도 본선

- 엔슈 철도
  - 엔슈 철도 철도선

### 도로
- 국도 150호선
- 국도 155호선
- 국도 257호선

도메이 고속도로가 구내를 통과하고 있으며, 하마마쓰 IC가 소재하고 있다. 주오구에서는 빠지지만, 신토메이 고속도로 하마마쓰 하마키타 IC(하마나구)도 가장 가까운 나들목이다.